# سی‌اف‌ام اینترنشنال
سی‌اف‌ام اینترنشنال (انگلیسی: CFM International) یک شرکت مشارکت انتفاعی (انگلیسی: Joint venture) میان شرکت جنرال الکتریک اروسپیس از ایالات متحده و بخش موتور هواپیمای شرکت سافران (موتورهای هواگرد سافران) از فرانسه می‌باشد. این شرکت جدید برای توسعه، ساخت و پشتیبانی از موتور توربوفن سی‌اف‌ام۵۶ تشکیل شد.
نام‌های سی‌اف‌ام اینترنشنال و سی‌اف‌ام۵۶ از نام دو محصول شرکت‌های مادر، سی‌اف۶ از جنرال الکتریک و ام۵۶ از سافران (در گذشته اسنکما) اقتباس شده‌است.
این شرکت مشترک ۳۰٫۷۰۰ دستگاه موتور را به ۵۷۰ کاربر تحویل نموده‌است و تعداد ۱۳٫۷۰۰ دستگاه موتور نیز در فهرست سفارش‌های آن موجود است. در سال ۲۰۱۶ سی‌اف‌ام ۱٫۶۶۵ دستگاه موتور سی‌اف‌ام ۵۶ و ۷۷ دستگاه موتور لیپ را تحویل داد. همچنین ۲٫۶۷۷ سفارش شامل ۸۷۶ دستگاه موتور سی‌اف‌ام ۵۶ و ۱٫۸۰۱ دستگاه موتور لیپ به ارزش اسمی ۳۶ میلیارد دلار دریافت کرد.
این شرکت در سال ۲۰۱۷ ۱٫۹۰۰ دستگاه موتور شامل ۴۵۹ دستگاه موتور لیپ را تحویل داد. برنامهٔ شرکت سی‌اف‌ام اینترنشنال برای تحویل ۱٫۲۰۰ دستگاه موتور در سال ۲۰۱۸، ۱٫۸۰۰ دستگاه در سال ۲۰۱۹ و بیش از ۲٫۰۰۰ دستگاه در سال ۲۰۲۰ تنظیم شده‌است.

## محصولات
- سی‌اف‌ام اینترنشنال سی‌اف‌ام۵۶
- سی‌اف‌ام اینترنشنال لیپ